# Jacques Byck
Jacques Byck (* 19. Oktober 1897 in Bukarest; † 10. Oktober 1964 ebenda) war ein rumänischer Romanist und Rumänist.

## Leben und Werk
Byck studierte in Bukarest und Paris. Von 1940 bis 1944 hatte er in Bukarest Publikationsverbot. Von 1945 bis zu seinem Tod war er an der Universität Bukarest Professor für rumänische Sprache.

## Werke
- Introducere in studiul limbei romîne. 1. Teste romīneşti vechi, Bukarest 1930
- (mit Alexandru Graur) De l'influence du pluriel sur le singulier des noms en roumain, in: Bulletin linguistique du Laboratoire de Phonétique expérimentale de la Faculté des Lettres de Bucarest 1, 1933, S. 3–53
- (Hrsg.) Bogdan Petriceicu Hasdeu, Cuvente den bătrăni, Bukarest 1937
- (Hrsg.) Varlaam, Mitropolitul Moldovei, Cazania (1643), Bukarest 1943, 1966 (Byck pflegte zu sagen: „Die Cazania des Varlaam bin ich“)
- (Mit Alexandru Rosetti) Gramatica limbii române, Bukarest 1944, 1945 (1944 wird Byck wegen Schreibverbot nicht als Koautor genannt)
- (Hrsg.) Ion Budai-Deleanu, Țiganiada, Bukarest 1953, 1967
- (Hrsg.) Bogdan Petriceicu Hasdeu, Scrieri alese, Bukarest 1953, 1968
- (Hrsg.) Ion Budai-Deleanu, Trei viteji, Bukarest 1956, 1958
- İndreptar de punctuaţie, Bukarest 1956
- (Hrsg. mit Alexandru Graur) Studii de gramatică 1–3, 1956–1961
- (Hrsg. mit Alexandru Graur) Studii si materiale privitoare la formarea cuvintelor in'limba romînă 1, 1959
- (Hrsg.) Ovid Densusianu, Istoria limbii romîne, 2 Bde., Bukarest 1961
- Studii și articole. Pagini alese, hrsg. von Florica Dimitrescu, Bukarest 1967